# Port lotniczy Stavanger
Port lotniczy Stavanger (IATA: SVG, ICAO: ENZV) – międzynarodowy port lotniczy obsługujący Stavanger, miasto i gminę w okręgu Rogaland, w Norwegii. Lotnisko znajduje się 11 km na południowy zachód od Stavanger, w gminie Sola. Jest to trzeci co do wielkości port lotniczy w Norwegii. Ponadto jest wykorzystywany przez Norweskie Siły Powietrzne obsługując helikoptery poszukiwawczo-ratownicze Westland Sea King z Bazy lotniczej Sola.
W pobliżu lotniska znajduje się muzeum lotnictwa, Flyhistorisk Museum.

## Linie lotnicze i połączenia
| Linia lotnicza                  | Kierunek |
| ------------------------------- | --- |
| Aegean Airlines                 | Sezonowe czartery: 1. Chania 2. Rodos |
| AIS Airlines                    | 1. Esbjerg |
| Braathens International Airways | Czartery: 1. Gran Canaria Sezonowe czartery: 1. Larnaka 2. Palma de Mallorca (od 25 czerwca 2024) 3. Teneryfa-Południe |
| KLM                             | 1. Amsterdam |
| Loganair                        | 1. Newcastle |
| Lufthansa                       | 1. Frankfurt |
| Norwegian Air Shuttle           | 1. Alicante 2. Bergen 3. Kopenhaga 4. Kraków 5. Londyn-Gatwick 6. Malaga 7. Manchester 8. Oslo-Gardermoen 9. Trondheim Sezonowo: 1. Antalya 2. Barcelona 3. Mediolan-Bergamo (od 21 czerwca 2024) 4. Dubrownik 5. Gran Canaria 6. Palma de Mallorca 7. Nicea 8. Paryż-Charles de Gaulle 9. Split 10. Teneryfa-Południe |
| Scandinavian Airlines System    | 1. Aberdeen 2. Bergen 3. Kopenhaga 4. Londyn-Heathrow 5. Oslo-Gardermoen 6. Sztokholm-Arlanda 7. Trondheim Sezonowo: 1. Alicante 2. Mediolan-Malpensa 3. Nicea 4. Split 5. Teneryfa-Południe Sezonowe czartery: 1. Burgas 2. Chania 3. Gran Canaria 4. Preweza 5. Rodos 6. Samos                                       |
| Sunclass Airlines               | Sezonowe czartery: 1. Antalya 2. Chania 3. Palma de Mallorca 4. Rodos 5. Sal (od 10 listopada 2024) 6. Warna |
| Widerøe                         | 1. Aberdeen 2. Bergen 3. Oslo-Torp 4. Trondheim (od 31 marca 2024) |
| Wizz Air                        | 1. Gdańsk 2. Kowno 3. Kraków |